# Stanisław Weil
Stanisław Leopold Weil (ur. 15 sierpnia 1875 w Ozorkowie, zm. 25 września 1944 w Warszawie) – polski chemik i farmaceuta, profesor Uniwersytetu Warszawskiego.

## Życiorys
Ukończył IV Gimnazjum w Warszawie, a następnie studia chemiczne na Politechnice w Karlsruhe. Studia uzupełniał na uniwersytecie w Bernie i Fryburgu, gdzie uzyskał za rozprawę Études sur l'éther cétipique doktorat w 1899. Po studiach pracował jako asystent przy Katedrze Chemii Organicznej Uniwersytetu w Bernie (1900–1901), a następnie wykładowca w Wyższej Szkole Chemicznej w Mühlhuzie (1902–1903) Potem pracował m.in. w przemyśle nieorganicznym przy produkcji leków. W latach 1907–1908 wykładowca Wyższych Kursów Handlowych w Warszawie. Następnie wykładał chemię w szkołach i kursach pomaturalnych, kierował także pracownią chemiczną Warszawskiego Towarzystwa Farmaceutycznego. Był także w latach 1912–1914 redaktorem naczelnym „Przeglądu Chemiczno-Technicznego” oraz „Wiadomości Farmaceutycznych” wychodzących w Warszawie.  
Po powstaniu Tymczasowej Rady Stanu, od lutego 1917 członek zespołu ds. opracowania Farmakopei Polskiej.  Organizator administracji farmaceutycznej w odradzającym się państwie polskim. Od września 1917 był naczelnikiem wydziału farmaceutycznego w Departamencie Spraw Wewnętrznych TRS a potem rządu Rady Regencyjnej. Następnie był naczelnikiem Wydziału Farmace w Ministerstwie Zdrowia Publicznego (1918–1919). Od 1918 był także organizatorem i dyrektorem Państwowego Instytutu Farmaceutycznego (1920–1930) a po jego reorganizacji w Dział Chemii Państwowego Zakładu Higieny był kierownikiem tego działu do 1936. Zadaniem Instytutu było: badanie i określanie jakości wszelkich środków leczniczych, opatrunkowych, kosmetycznych i wód mineralnych; badanie i określanie jakości tych środków i wód, celem orzekania o dopuszczeniu ich do obrotu handlowego w kraju; badanie i określanie jakości produkowanych w kraju i znajdujących się w handlu surowców lekarskich i wykonywaniu prac z dziedziny środków lekarskich, zgodnie z zamierzeniami gospodarczymi władz państwowych i przedsiębiorczości prywatnej; wykonywanie badań nad hodowlą roślin lekarskich i selekcją nasion tych roślin, oraz wykonywanie prac, zmierzających do popierania produkcji roślin lekarskich w kraju, i ogłaszanie sprawozdań z czynności Instytutu. Jego współpracownikami byli: dr Zenon Martynowicz (późniejszy dyrektor Chemicznego Instytutu Badawczego) i dr Janina Garczyńska-Iwanowska. Od roku 1921 siedzibą Instytutu stał się lokal w gmachu Państwowego Zakładu Higieny, wybudowanym z fundacji Rockefellera przy ulicy Chocimskiej 24 w Warszawie. Był jednocześnie redaktorem „Roczników Farmacji” (1922–1934).  
Od 1921 był wykładowcą chemii farmaceutycznej i historii nauk farmaceutycznych na Wydziale Medycznym Uniwersytetu Warszawskiego. Po uzyskaniu habilitacji (14 grudnia 1923) był docentem, od 1928 profesorem a od 18 października 1930 profesorem tytularnym i wykładowcą chemii farmaceutycznej UW. Na uczelni był organizatorem studiów farmaceutycznych, autor prac monograficznych i podręczników w tym zakresie. Jednocześnie w latach 1928–1932 był dyrektorem oddziału warszawskiego szwajcarskiej firmy farmaceutycznej Hoffmann-La Roche. W latach międzywojennych wraz z bratem Karolem prowadził także odziedziczoną aptekę w Ozorkowie. Po nieszczęśliwym wypadku w 1936 miał sparaliżowaną część ciała, ale nadal pracował naukowo, przygotowując wydanie kolejnego tomu swego podręcznika chemii nieorganicznej.  
Podczas powstania warszawskiego po upadku Mokotowa podczas wypędzania przez Niemców ludności cywilnej z dzielnicy zabity strzałem w tył głowy. 13 listopada 1945 jego zwłoki zostały ekshumowane i pochowane w grobowcu rodzinnym na cmentarzu Powązkowskim (kwatera 47-6-25). 

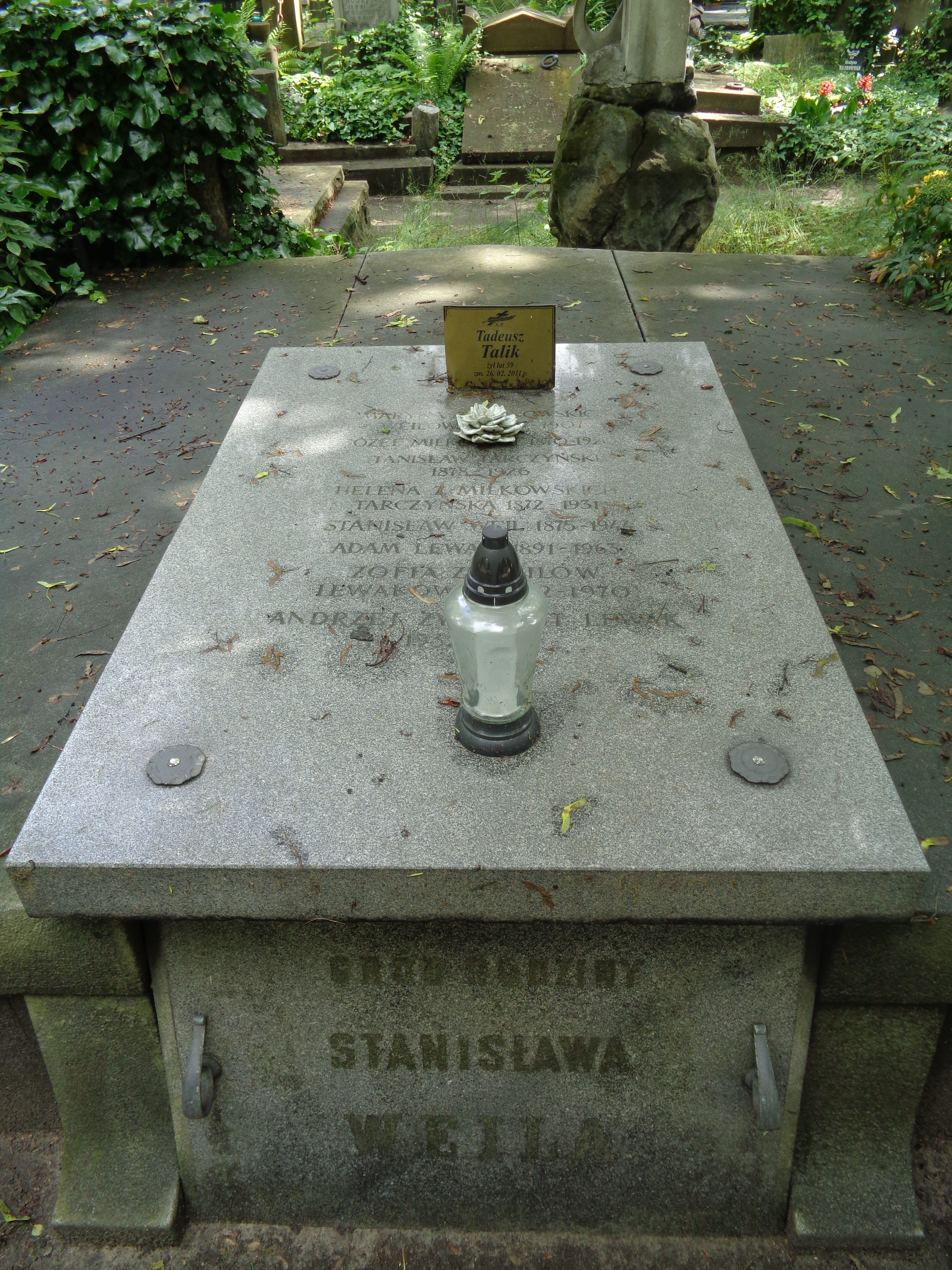
Grób Adama Lewaka i Stanisława Weila na cmentarzu Powązkowskim

Należał do Polskiej Korporacji Akademickiej Związek Akademików Gdańskich Wisła. 

### Prace Stanisława Weila
- Études sur l'éther cétipique, Fribourg 1900 POLONA - wersja elektroniczna
- Nowe środki lekarskie i sposoby ich badań: podręcznik dla farmaceutów i lekarzy, Warszawa 1908 POLONA - wersja elektroniczna
- Uzupełnienie spisu nowych środków lekarskich z uwzględnieniem niezbędnych wskazówek o ich składzie, synonimach i działaniu, Warszawa 1910
- Zadania chemii farmaceutycznej, Warszawa 1916 POLONA - wersja elektroniczna
- Studia w zakresie miejscowych znieczulających (Etudes sur quelques remèdes anestesie locale), Warszawa 1923 POLONA - wersja elektroniczna
- [wraz z Marią Grabowską] O kondensacji aldehydu mrówkowego z p-amidoacetofenonem (Sur la condensation de l'aldehyde formique avec la paramidoacétophénone), Warszawa 1924
- [wraz z Eugeniuszem Kahlem, Wojciechem Tomczyńskim] W sprawie oznaczania toksyczności pochodnych arsenobenzolu (Les arsénobenzènes et leur toxicité), Warszawa 1924
- [wraz z Marią Grabowską] Studia nad otrzymywaniem alkaloidów opiumowych, (Recherches sur la fabrication des alcaloides de l'opium), Warszawa 1925 POLONA - wersja elektroniczna
- Sprawozdanie z działalności Państwowego Instytutu Farmaceutycznego za rok 1924, Warszawa 1925 POLONA - wersja elektroniczna
- Wpływ chemii organicznej na rozwój farmacji, wykład wstępny z historii nauk farmaceutycznych, Warszawa 1926 POLONA - wersja elektroniczna
- [wraz z Józefem Ślifirskim] O niektórych amidach arylowych (Sur quelques amides aryliques), Warszawa 1926
- [wraz z Franciszką Goldberg] O kondensacji kwasu pirrogronowego z aminami i aldehydami aromatycznemi (Sur la condensation of l'acide pirruvique avec les amines et les aldéhydes aromatiques), Warszawa 1927.
- [wraz z Anną Konówną] O kilku amidach kwasu fenylocinchoninowego, Warszawa 1927
- [wraz z Władysławem Popławskim] Les arsenobenzoles: Methodes d'analyse et d'apprence chimique, Warszawa 1927
- [wraz ze Stanisławą Auerbachówną] O kondensacji kwasu pirrogronowego z aminami i aldehydami aromatycznemi (Sur la condensation of l'acide pirruvique avec les amines et les aldéhydes aromatiques), Warszawa 1927
- [wraz z Aliną Joskowiczówną] O kilku estrach kwasu α-fenylochinolinokarbonowego, Warszawa 1927
- [wraz z Janiną Rozentalówną] O kilku pochodnych anestezyno-mocznika, Warszawa 1928
- Chemia organicznych środków leczniczych, Lwów 1937 POLONA - wersja elektroniczna
- [wraz z Jadwigą Janicką i Cecylią Hiszpańską] O kilku produktach kondensacji pochodnych fenylometylopirazolonu z aldehydami aromatycznemi (Quelques produits de condensation de dérivés de la phénylméthylpyrazoloneolone avec les aldéhydes aromatiques), Warszawa 1938
- [wraz z Arturem Kassurem] Próby syntezy pochodnej metylenodwuchinazolonu, Warszawa 1938

## Rodzina
Urodził się w rodzinie ewangelickiej, prowadzącej od XVIII wieku apteki i przedsiębiorstwa farmaceutyczne w Warszawie. Był synem aptekarza z Ozorkowa Hermana Roberta (1832–1887) i Doroty Wilhelminy z Bucholtzów (1848–1922). Jego braćmi byli: przemysłowiec łódzki Karol Fryderyk (1867–1942) i Stefan Robert (1878–1952). Ożenił się z Marią z Miłkowskich (1878–1907) – córką Zygmunta. Mieli córkę Dorotę Zofię (1902–1970), żonę Adama Lewaka (1891–1963), których synem jest botanik Stanisław Lewak (ur. 1930). 

## Ordery i odznaczenia
- Krzyż Oficerski Orderu Odrodzenia Polski (10 listopada 1928)[11]

## Literatura
- Stanisław Weil [w:] Czy wiesz kto to jest, red. Stanisław Łoza, Warszawa 1938, s. 785